# Vulcani dell'Iran
Questa è una lista di vulcani attivi ed estinti in Iran.

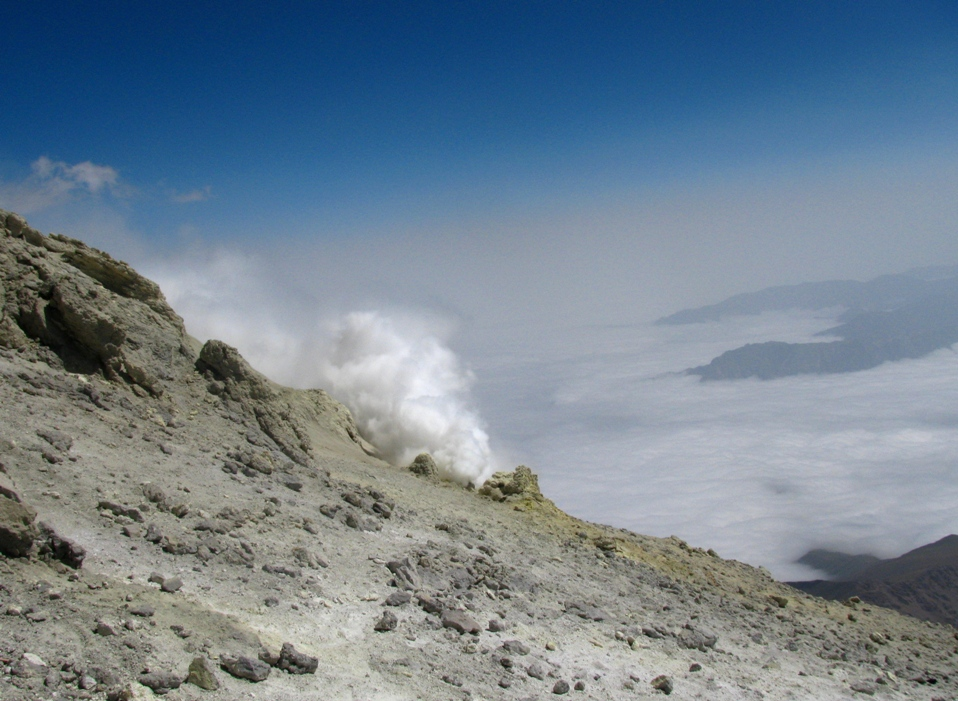
Una fumarola nei pressi della vetta del Damavand, che emette zolfo

| Nome             | Immagine      | Elevazione | Elevazione | Posizione                 | Ultima eruzione                   |
| Nome             | Immagine      | Metri      | Piedi      | Coordinate                | Ultima eruzione                   |
| ---------------- | ------------- | ---------- | ---------- | ------------------------- | --------------------------------- |
| Bazman           |               | 3.600      | 11.808     | 28°04′12″N 60°00′00″E     | -                                 |
| Damavan          |               | 5776       | 18.945     | 35°57′03.6″N 52°06′32.4″E | Olocene , da ca. 60 mila a 7 mila |
| Qal'eh Hasan Ali |               | 4225       | 13.858     | 29°24′00″N 57°34′12″E     | Olocene                           |
| Sabalan          |               | 4900       | 16.072     | 38°15′00″N 47°55′12″E     | Olocene                           |
| Sahand           |               | 3844       | 12.608     | 37°45′00″N 46°25′48″E     | Olocene                           |
| Sar'akhor        | Sarakor       | 3625       | 11.890     |                           | Pliocene                          |
| Taftan           |               | 3969       | 13.018     | 28°36′00″N 61°07′48″E     | 1993                              |
| Darazu           | Koh-E-Darazu  | 3025       | 9922       | 28°10′12″N 60°40′12″E     | Olocene                           |
| Shahsavaran      | Koh-E-Savaran | 2500       | 8200       | 28°10′12″N 59°06′00″E     | 2020                              |